# Качканарка
Качканарка — река, впадает в Нижне-Качканарское водохранилище, протекает по территории Качканарского муниципального округа Свердловской области России. До наполнения Нижне-Качканарского водохранилища Качканарка была левым притоком среднего течения Выи.

## Описание
Качканарка начинается на юго-западных склонах горы Качканар. От истока течёт на юго-запад, потом поворачивает на юг и на высоте 280 м над уровнем моря принимает справа крупнейший приток, далее течёт преимущественно на юго-восток. К западу от Качканара впадает в Нижне-Качканарское водохранилище на высоте 265 м над уровнем моря.
Общая минерализация воды — 177,94 мг/дм³. Жёсткость воды — 2,25 мг-экв/дм³. Кислотность — 8,41 pH

## Данные водного реестра
По данным государственного водного реестра России, Качканарка относится к Иртышскому бассейновому округу, водохозяйственный участок реки — Тура от истока до впадения реки Тагил, речной подбассейн — Тобол, речной бассейн — Иртыш.
Код объекта в государственном водном реестре — 14010501212199000002100.